# Pyrrhosoma tinctipennis
Pyrrhosoma tinctipennis är en trollsländeart som först beskrevs av Mclachlan 1894.  Pyrrhosoma tinctipennis ingår i släktet Pyrrhosoma och familjen dammflicksländor. Inga underarter finns listade i Catalogue of Life.